# Шульчев, Валентин Иванович
Валентин Иванович Шульчев (20 апреля [3 мая] 1914, Староюрьево, Тамбовская губерния — 21 февраля 1943, Меркуловка, Курская область) — советский поэт, участник Великой Отечественной войны, партизан.

## Биография
Родился 3 мая 1914 года в селе Староюрьево, Козловский уезд, Тамбовская губерния (20 апреля по старому стилю) в семье учителя. Начал писать стихи ещё в школьные годы. В 1929 году поступил в Новиковский педагогический техникум, а после его окончания поступил в Воронежский государственный педагогический институт. После окончания учёбы преподавал в средней школе, участвовал в ликвидации безграмотности, планировал поступить в аспирантуру. В 1939 году был призван на службу в армию, которую проходил в Киевском военном округе. Печатался в журналах «Новый мир», «Подъём», «Молодой колхозник», «Красная новь», «Красноармеец и краснофлотец».
В 1940 году получил первую премию за лучшие стихи среди молодых солдат на конкурсе, проводимом газетой Киевского военного округа «Красная Армия».
С первых дней Великой Отечественной воины принимал участие в боях. Попал в плен под Харьковом, несколько раз пытался бежать из лагеря для военнопленных. В начале 1942 года попал в партизанский отряд, воевавший в Курской области. В отряде продолжал писать стихи и песни. Печатался в партизанской газете.
21 февраля 1943 года погиб в бою под селом Меркуловка Дмитриевского района Курской области, спасая раненого товарища. В свертке, снятом с груди поэта на поле боя, сохранилось несколько его стихотворений военной поры и начало поэмы «Орловщина». Похоронен в посёлке Ивановском Дмитровского района Орловской области.
На здании Староюрьевской средней общеобразовательной школы, названной в его честь и в которой он работал пять лет своей жизни, находится мемориальная табличка, посвящённая В. Шульчеву. Два сборника его стихов («Жить, побеждая!» и «Имена на поверке») были изданы посмертно, в 1960-х годах. Некоторые его произведения были переведены на болгарский.